# Actinomyces israelii
Actinomyces israelii é uma espécie de actinobactéria bacilar, gram-positiva, anaeróbia facultativa, não formadora de esporos que forma colônias formam estruturas semelhantes às hifas dos fungos. Coloniza normalmente boca, cólon e vagina humanos. São capazes de reduzir nitratos a nitritos.

## Patologia
Actinomyces israelii é o mais frequente causador de actinomicose, mas cinco outros (Actinomyces gerencseriae, A. naeslundii, A.viscosus, A. odontolyticus e A. meyeri) também podem causá-la com os mesmos sintomas. Esta doença é caracterizada pela formação de abcessos fibrosos densos geralmente em sinergia com outras bactérias na boca, tubo digestivo, pulmões ou no trato genital feminino. Esses abcessos são muito parecidos com neoplasias (tumores) em exames por imagem. Não tem poder de penetração, assim só aparece após procedimento dentário, lesão ou patologia. Raramente podem infectar também pele, ossos ou sistema nervoso central. Pode curar e reaparecer quando permanece sem tratamento prolongado.